# Han Yu
Han Yu (chinesisch 韓愈 / 韩愈, Pinyin Hán Yù; * 768; † 824) war ein chinesischer Dichter und Essayist.

## Leben
Nach dem frühen Tod seiner Eltern war Han Yu bereits ab dem dritten Lebensjahr Vollwaise und wuchs in der Familie seines 30 Jahre älteren Bruders Han Hui auf. 786 ging er nach Chang’an und bestand dort 792 im vierten Anlauf das Jinshi-Examen. In den Folgejahren begann Han Yu mit dem Aufbau des literarischen Zirkels, dem er später seinen so weitreichenden Einfluss verdanken sollte.
802 erlangte er seinen ersten Beamtenposten in der Zentralregierung, wurde bald darauf aber in die Verbannung geschickt. Als mögliche Gründe hierfür werden seine mangelnde Loyalität gegenüber dem Thronfolger, seine Kritik am Verhalten kaiserlicher Diener und sein Eintreten für eine Steuersenkung während einer Hungerperiode genannt.
Von 808 bis 809 war Han Yu u. a. als kaiserlicher Gerichtsinspektor in Luoyang, als Gouverneur von Chaozhu, schließlich in der Hauptstadt Chang’an als Präsident der Staatshochschule, Hauptstadtpräfekt und Vizepräsident des Beamtenministeriums tätig. Während dieser Jahre setzte er sich für eine zwangsweise Befriedung der aufständischen Nordost-Provinzen ein. 819 wurde er wegen einer vom Kaiser übel aufgenommenen Throneingabe in den damals noch relativ unzivilisierten äußersten Süden des Reiches verbannt. Nach einigen Jahren in die Hauptstadt zurückgekehrt, starb er dort bald darauf an den Folgen des Exils.

## Werk
Han Yu gilt als rigoroser Verfechter des Konfuzianismus und kämpfte insbesondere vehement gegen die beiden anderen beherrschenden Geistesströmungen, Daoismus und Buddhismus. In besonderem Maße beschäftigte er sich mit den Schriften des Menzius, dessen Gedanken er einem breiten Publikum erläuterte und so den Grundstein für das Erstarken des Neo-Konfuzianismus während der Song-Dynastie legte. Auch trat Han Yu stets für eine starke politische Zentralgewalt und den unbedingten Supremat des Kaisers ein.
Bei der Throneingabe, die zu seiner Verbannung führte, handelte es sich um eine Schmähschrift gegen den Einfluss des buddhistischen Klerus. Anlass war eine Zeremonie, bei der alle dreißig Jahre ein als Reliquie verehrter angeblicher Fingerknochen Buddhas in feierlicher Prozession in den Kaiserpalast überführt und dort drei Tage aufbewahrt wurde. Han Yu argumentierte, Buddha sei barbarischer Herkunft, seine Sprache sei anders als die der Chinesen und man solle daher den Knochen ins Feuer oder ins Wasser werfen. Die Schrift (諫迎佛骨表,  Jiànyíng Fógǔ biǎo) wurde als respektlos, wenn nicht gar als persönlichen Angriff auf den Kaiser aufgefasst.
Han Yu gilt als größter Prosa-Autor der Tang-Dynastie. Entgegen der blumig-überladenen Manier der vorangegangenen Jahrhunderte trat er für eine Wiederbelebung des klaren und schnörkellosen Schreibstils der Han-Dynastie ein und wurde so zum Führer der konservativen Guwen-Bewegung (古文運動,  Gǔwén yùndòng), die erheblichen Einfluss auf die chinesische Literatur bis in die Neuzeit haben sollte. Selbst Mao Zedong schulte sich noch an Han Yus Schriften und bekannte sich als sein Schüler.
Einen gewissen Namen konnte er sich auch im Bereich der Lyrik machen, in dem er aber an die Koryphäen der Dynastie, namentlich Li Bai und Du Fu, nicht heranreicht.